# مفتاح قصبي

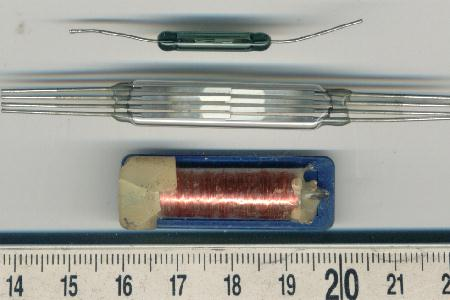
مرحل قصبي في الأسفل و مفتاحين قصبيين في الأعلى

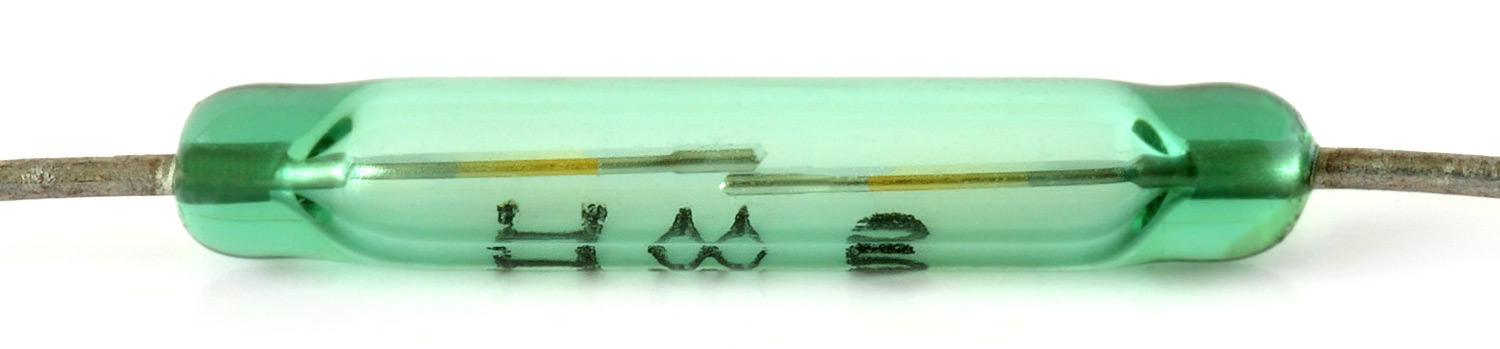
مكونات المفتاح القصبي

شعار المفتاح القصبي في الدوائر الكهربائية

المفتاح القصبي أو مفتاح القصبة المغناطيسية بالإنجليزية (Reed switch). هو مفتاح كهربائي يتأثر بالحقل المغناطيسي المطبق عليه. اخترع في معامل بيل من قبل إلوود. ويتكون من زوج من الموصلات الكهربائية داخل قصبة زجاجية محكمة الإغلاق. الموصل يكون مفتوحًا في الوضع العادي، وعند وجود مجال مغناطيسي يتصل الطرفان، أو العكس بحيث يكون مغلقًا في الوضع العادي وعند وجود المجال المغناطيسي ينفصل الطرفان.